# Савич, Душан
Ду́шан Са́вич (макед. Душан Савиќ; 1 октября 1985, Ниш, Югославия) — македонский футболист сербского происхождения, нападающий сербского клуба «Дубочица».

## Карьера

### Клубная
Душан родился в сербском городе Ниш. Воспитанник белградской «Црвены Звезды», однако профессиональные выступления начал в Македонии, где с 2004 по 2008 выступал за местные клубы и даже получил гражданство, чтобы выступать за сборную Македонии.
В 2008 году подписал двухлетний контракт со столичным клубом «Работнички», с которым в 2009 году выиграл Кубок страны.
В начале 2010 года уехал за границу и недолго выступал за румынский «Брашов», корейский «Инчхон Юнайтед» и узбекский «Пахтакор», после чего летом 2011 года вернулся на родину, опять в «Работнички» из Скопье.
В январе 2012 года уехал на Украину, подписав контракт на 2,5 года с луцкой «Волынью». Сыграл за луцкую команду 32 матча, в которых забил 6 голов. Но летом 2013 года покинул «Волынь» и в сентябре на правах свободного агента перешёл в ужгородскую «Говерлу».
В январе 2014 года перебрался в казахстанский «Кайсар», но после первого круга ушёл в болгарскую «Славию».
В феврале 2015 года Савич вернулся в Казахстан и на полтора года пополнил ряды талдыкорганского клуба «Жетысу», где сразу стал лидером атак, забив за сезон 14 голов в 32 играх. В первом круге сезона 2016 года он забил ещё 10 голов в 19 матчах.
Его успешную игру заметили и в июле 2016 года Савич подписал контракт на полтора года с костанайским «Тоболом». Играя в полузащите, забил два гола в 9 матчах. В первом круге сезона 2017 года он забил ещё гол в 13 матчах.
Но в июне 2017 года Душан перешёл в «Актобе», куда вернулся главный тренер Владимир Муханов и начал вновь собирать команду. И уже во втором матче с «Окжетпесом» Савич сделал дубль, принеся клубу нужную победу. Всего во втором круге провёл 16 матчей и забил 4 гола. Но команда еле удержалась в Премьер-лиге.
В феврале 2018 года 32-летний форвард подписал контракт с сербским клубом «Земун».
Затем выступал за македонский клуб «Беласица». В 2020 году вернулся в команду, в которой начинал свою игровую карьеру — ГФК «Дубочица». За три сезона трижды становился лучшим бомбардиром команды, забив 43 гола в 82 матчах чемпионата.

### В сборной
С 2007 года по 2013 год выступал за национальную команду.

## Достижения
- Чемпион Македонии 2007 года.
- Обладатель Кубка Македонии 2009 года.
- Вице-чемпион Македонии 2010 года.
- Бронзовый призёр чемпионата Узбекистана 2011 года.
- Обладатель Кубка Узбекистана 2011 года.
- Финалист Кубка Македонии (2): 2007, 2010.
- Один из лучших македонских бомбардиров — забил 109 голов, в том числе 45 в чемпионатах зарубежных стран (2016)[10].